# Arturo Peniche
Arturo Peniche (ur. 17 maja 1962) – meksykański aktor telewizyjny i filmowy.

## Wybrana filmografia
- 1986: Monte Calvario jako Dr. Gustavo Seckermann
- 1992: María Mercedes jako Jorge Luis Del Olmo Morantes
- 1995: Morelia jako José Enrique Campos Miranda
- 1998: Paulina jako Mecenas Edmundo Serrano
- 2001: Virginia jako Carlos Alberto Junquera Brito
- 2007: Zorro jako Fernando Sanchez de Moncada
- 2008: En nombre del amor jako Padre Juan Cristóbal Gamboa
- 2010: Kiedy się zakocham... jako Juan Cristóbal Gamboa
- 2012: Qué bonito amor jako Fernando Beltrán, „El mil amores”
- 2013: Qué Pobres tan Ricos jako Nepomuceno Escandiondas "Rey del Plátano"
- 2014: La Malquerida jako Héctor Robledo
- 2015 A que no me dejas jako Gonzalo Murat
- 2016 Kobiety w czerni jako Bruno Borgetti
- 2018 Tenías que ser tú jako Ezequiel Pineda Domínguez
- 2019 Preso No. 1 jako Pedro Islas
- 2019 Cita a Ciegas jako Federico Salazar
- 2019 La Reina Soy Yo jako Don Edgar

## Nagrody
W 2009 roku został nagrodzony Złotym Mikrofonem za jego znakomity udział jako protagonista w telenoweli En nombre del amor